# チャンワット
チャンワット（タイ語: จังหวัด タイ語発音: [t͡ɕāŋ.wàt]; 英語: Changwat, Province）は、タイの行政区の一つ。
日本の県にあたる行政組織。知事は内務省によって決定され、住民の自治権はない。法律上は首都府であるバンコクについても、チャンワットとして扱われることが多い。

## 下位の行政区分
バンコク都以外のチャンワットの下にある行政組織は以下のようになっている。796のアムプー（郡）と80のキンアムプー（分郡）が存在する。この下にはタムボンがあり、最下位の行政区分としてムーバーン（村）が存在する。また過去には、モントン（省、州）と呼ばれる行政組織があったが、これはすでに廃止されている。

## 統計
統計的にはバンコクが他のチャンワットよりも人口および人口密度が国内最多である。一方で、国内最少の人口を持つのはラノーン県、人口密度ではメーホンソーン県である（以上2000年の国勢調査による）。面積ではナコーンラーチャシーマー県が最大で、サムットソンクラーム県が最小となっている。

## タイの県一覧
タイ王国には77のチャンワット（1都76県、記事名としては「県」を採用した）がある。これらの県は地理的・文化的要因により、4つから6つの地方地域に分類することもある。
- 6つに分ける場合は、北部（17県）、東北部（20県）、中部（11都県または1都10県）、西部（8県）、東部（7県）、南部（14県）。
- 5つに分ける場合は、西部、または、東部のいずれか一方を中部に含める。下記および地図画像上の区分に該当
- 4つに分ける場合は、西部と東部を中部に含めて1つと数える。Template:タイの県の地方区分に該当

北部
1. チエンマイ県
2. チエンラーイ県
3. カムペーンペット県
4. ラムパーン県
5. ラムプーン県
6. メーホンソーン県
7. ナコーンサワン県
8. ナーン県
9. パヤオ県
10. ペッチャブーン県
11. ピチット県
12. ピッサヌローク県
13. プレー県
14. スコータイ県
15. ターク県
16. ウタイターニー県
17. ウッタラディット県

中部
1. アーントーン県
2. アユタヤ県
3. バンコク都　※
4. チャイナート県
5. カーンチャナブリー県　△
6. ロッブリー県
7. ナコーンナーヨック県
8. ナコーンパトム県　※△
9. ノンタブリー県　※
10. パトゥムターニー県　※
11. ペッチャブリー県　△
12. プラチュワップキーリーカン県　△
13. ラーチャブリー県　△
14. サムットプラカーン県　※
15. サムットサコーン県　※△
16. サムットソンクラーム県　△
17. サラブリー県
18. シンブリー県
19. スパンブリー県　△

東北部
1. アムナートチャルーン県
2. ブリーラム県
3. チャイヤプーム県
4. カーラシン県
5. コーンケン県
6. ルーイ県
7. マハーサーラカーム県
8. ムックダーハーン県
9. ナコーンパノム県
10. ナコーンラーチャシーマー県
11. ノーンブワラムプー県
12. ノーンカーイ県
13. ローイエット県
14. サコンナコーン県
15. シーサケート県
16. スリン県
17. ウボンラーチャターニー県
18. ウドーンターニー県
19. ヤソートーン県
20. ブンカーン県

東部
1. チャチューンサオ県
2. チャンタブリー県
3. チョンブリー県
4. プラーチーンブリー県
5. ラヨーン県
6. サケーオ県
7. トラート県

南部
1. チュムポーン県
2. クラビー県
3. ナコーンシータンマラート県
4. ナラーティワート県
5. パッターニー県
6. パンガー県
7. パッタルン県
8. プーケット県
9. ラノーン県
10. サトゥーン県
11. ソンクラー県
12. スラートターニー県
13. トラン県
14. ヤラー県

※の1都5県は、バンコク首都圏として別に扱われることがある。

△の8県は、地方を6つに分類する場合西部となる県。